# La Florida, Sinaloa
La Florida är en ort i Mexiko.   Den ligger i kommunen Culiacán och delstaten Sinaloa, i den västra delen av landet, 1 000 km nordväst om huvudstaden Mexico City. La Florida ligger 36 meter över havet och antalet invånare är 323.
Terrängen runt La Florida är platt. Runt La Florida är det ganska tätbefolkat, med 104 invånare per kvadratkilometer. Närmaste större samhälle är Villa de Costa Rica, 14,7 km nordväst om La Florida. Trakten runt La Florida består till största delen av jordbruksmark.